# Cissus louisii
Cissus louisii är en vinväxtart som beskrevs av J. Dewit. Cissus louisii ingår i släktet Cissus och familjen vinväxter. Inga underarter finns listade i Catalogue of Life.